# Jürgen Gärtner

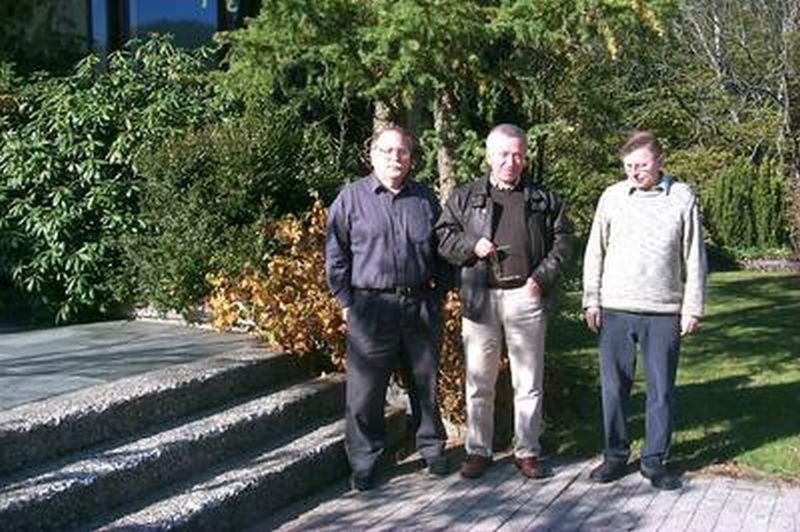
Von links: Charles Newman, Stanislav Molchanov, Jürgen Gärtner, Oberwolfach 2003

Jürgen Gärtner (* 1950) ist ein deutscher Mathematiker (Stochastik, Analysis) und Hochschullehrer an der TU Berlin.
Gärtner wurde 1976 bei Mark Freidlin an der Lomonossow-Universität promoviert (О логарифмической асимптотике вероятностей больших уклонений). 1984 habilitierte er sich in Berlin (Dissertation B: Zur Ausbreitung von Wellenfronten für Reaktions-Diffusions-Gleichungen). Er war an der Akademie der Wissenschaften der DDR in Berlin und ist Professor an der TU Berlin.
Von ihm stammen wichtige Beiträge zur Theorie großer Abweichungen (Large Deviations Principle, LDP), zur KPP-Gleichung (1982), LDP für McKean-Vlasov-Prozesse (1987 bis 1989 mit Don Dawson) und zum parabolischen Anderson-Modell (mit Stanislaw Alexejewitsch Moltschanow, ab 1990) und dessen Intermittenz-Verhalten. 1977 bewies er eine allgemeine Form des Satzes von Cramér in der LD-Theorie, als Gärtner-Ellis-LDP bekannt (Richard S. Ellis lieferte 1984 einen Beweis unter schwächeren Voraussetzungen). 1987 führte er mit Don Dawson die Konstruktion eines projektiven Limes in der LD-Theorie ein.
1994 war er eingeladener Sprecher auf dem Internationalen Mathematikerkongress in Zürich (Parabolic systems in random media and aspects of intermittency).

## Schriften (Auswahl)
- On the Asymptotic Behavior of the Time of First Exit from a Region. In: Theory of Probability and its Applications. Band 20, Nr. 1, 1975, S. 169–174, doi:10.1137/1120017.
- О логарифмической асимптотике вероятностей больших уклонений. диссертация. Moskau 1976, (Dissertation).
- Theorems on Large Deviations for a Certain Class of Random Processes. In: Theory of Probability and its Applications. Band 21, Nr. 1, 1976, S. 95–106, doi:10.1137/1121007.
- On Large Deviations from the Invariant Measure. In: Theory of Probability and its Applications. Band 22, Nr. 1, 1977, S. 24–39, doi:10.1137/1122003.
- Location of Wave Fronts for the Multi-Dimensional K-P-P Equation and Brownian First Exit Densities. In: Mathematische Nachrichten. Band 105, 1982, S. 317–351, doi:10.1002/mana.19821050117.
- mit Donald A. Dawson: Large Deviations and Tunnelling for Particle Systems with Mean Field Interaction. In: Société Royale du Canada. Comptes Rendus Mathématiques de l’Académie des Sciences. = The Royal Society of Canada. Mathematical Reports of the Academy of Science. Band 8, 1986, Nr. 6, S. 387–392, (online).
- mit Donald A. Dawson: Large deviations from the McKean-Vlasov limit for weakly interacting diffusions. In: Stochastics. Band 20, Nr. 4, 1987, S. 247–308, doi:10.1080/17442508708833446.
- mit Donald A. Dawson: Long-time fluctuations of weakly interacting diffusions. In: Hans J. Engelbert, Wolfgang Schmidt (Hrsg.): Stochastic Differential Systems. Proceedings IFIP-WG 7/1 Working Conference. Eisenach, GDR, April 6–13, 1986 (= Lecture Notes in Control and Information Sciences. 96 = Stochastic Differential Systems. 5, 1986) Springer, Berlin u. a. 1987, ISBN 3-540-18010-9, S. 3–10.
- mit Donald A. Dawson: Long time behaviour of interacting diffusions. In: James R. Norris (Hrsg.): Stochastic Calculus in Application. Proceedings of the Cambridge Symposium, 1987 (= Pitman Research Notes in Mathematics Series. 197). Longman, Harlow 1988, ISBN 0-470-21273-X, S. 29–54.
- mit Donald A. Dawson: Large deviations, free energy functional and quasi-potential for a mean field model of interacting diffusions (= Memoirs of the American Mathematical Society. 398). American Mathematical Society, Providence RI 1989, ISBN 0-8218-2461-9.
- mit Stanislav Molchanov: Parabolic problems for the Anderson model.
  - I. intermittency and related topics. In: Communications in Mathematical Physics. Band 132, Nr. 3, 1990, S. 613–655, doi:10.1007/BF02156540;
  - II. Second-order asymptotics and structure of high peaks. In: Probability Theory and Related Fields. Band 111, Nr. 1, 1998, S. 17–55, doi:10.1007/s004400050161.
- mit Wolfgang König, Stanislav Molchanov: Geometric characterization of intermittency in the parabolic Anderson model. In: Annals of Probability. Band 35, Nr. 2, 2007, S. 439–499, doi:10.1214/009117906000000764.
- mit Wolfgang König: The Parabolic Anderson Model. In: Jean-Dominique Deuschel, Andreas Greven (Hrsrg.): Interacting Stochastic Systems. Springer, Berlin u. a. 2005, ISBN 3-540-23033-5, S. 153–179.
- mit Frank den Hollander: Intermittency in a catalytic random medium In: Annals of Probability. Band 34, Nr. 6, 2006, S. 2219–2287, doi:10.1214/009117906000000467.
- mit Stanislav Molchanov, Wolfgang König: Geometric characterization of intermittency in the parabolic Anderson model In: Annals of Probability. Band 35, Nr. 2, 2007, S. 439–499, doi:10.1214/009117906000000764.